# アヌ・ニエミネン
アヌ・クリスティーナ・ニエミネン（Anu Kristiina Nieminen, 1977年12月16日 - ）は、フィンランドのヘルシンキ出身の女子バドミントン選手。2005年6月に同じくフィンランドのプロテニスプレーヤーのヤルコ・ニエミネンと結婚した。旧姓はヴェックストローム(Weckström)。妹のニーナ・ヴェックストロームもバドミントン選手でダブルスを組んだこともある。
今までに3度のオリンピックに出場している。2000年のシドニーオリンピックでは1回戦を不戦勝で勝ち上がったが、2回戦で日本の米倉加奈子に11-8、11-2で敗れた。2004年のアテネオリンピックでは初戦で日本の森かおりと対戦し11-5、11-4で敗れた。2008年の北京オリンピックでは初戦で2008年のヨーロッパバドミントン選手権女子シングルス優勝者のドイツのシュー・ハイウェンと対戦し、17-21, 8-21で敗れた。
2006年には夫のヤルコと共にフィンランドの化粧品会社であるLumeneとスポンサー契約を結んだ。